# Tonight (Small Faces)

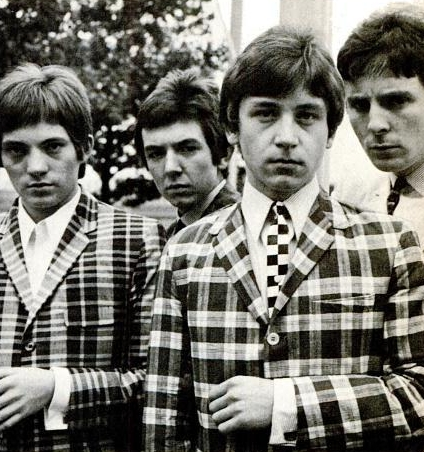
Gli Small Faces nel 1965

Tonight è un brano degli Small Faces del 1977 composto da Ian McLagan e John Pidgeon.

## La versione di Ringo Starr
Ringo Starr ha incluso una cover del brano nel suo album Bad Boy del 1978. Un singolo contenente il brano, estratto dall'album, è stato pubblicato come singolo nel Regno Unito il 21 luglio dello stesso anno; il lato B era Heart on My Sleeve, anch'essa estratta dall'album. Il numero di serie era 2001 795. È stato l'ultimo singolo di Starr ad essere pubblicato dalla Polydor Records. Il disco, pubblicato senza copertina, non è entrato in classifica. Il codice matrice del lato A era STRAWBERRY 3 2001795 A//1 STR 1 1, quello del lato B STRAWBERRY 2 2001795 B//1 STR 1 1.
A luglio 1978, Starr e la compagna Nancy Andrews iniziarono a lavorare ad un film di mezz'ora per promuovere Bad Boy. La pellicola, prodotta da Christian Topps, non è stata pubblicata, tranne che un frammento di essa, con Ringo e Nancy che danzavano, il quale venne usato come videoclip di Tonight. Il luogo delle riprese era la Riviera francese. Un destino differente a quello del mediometraggio lo ebbe lo speciale televisivo Ringo.

### Formazione
- Ringo Starr: voce, batteria
- Push-alone: chitarra solista
- Git-tar: chitarra ritmica
- Die-sel: basso elettrico
- Hamish Bissonette: sintetizzatori
- Featuring: Vini Poncia's Peaking Duck Orchestra and Chours[3][4][10]